# المحمول (الملاجم)

تعديل مصدري - تعديل

المحمول هي إحدى قرى عزلة ذى خير بمديرية الملاجم التابعة لمحافظة البيضاء، بلغ تعداد سكانها 217 نسمة حسب تعداد اليمن لعام 2004.